# Tierra del Pan (Red Natura 2000)
Tierra del Pan es un espacio natural protegido por la Red Natura 2000 en las provincias de  Zamora y Valladolid (Castilla y León, España).
El espacio protegido incluye 14.584,96 ha de la comarca de la Tierra del Pan de la provincia de Zamora y una pequeña franja de la provincia de Valladolid, al incluir el Monte de Mata. El espacio tiene especial interés por la presencia de aves esteparias, entre las que destacan las poblaciones de aguilucho cenizo, cernícalo primilla, sisón y avutarda común. La presencia de estas aves hizo que fuera declarado ZEPA, con el código ES0000209. Este espacio se encuentra en el borde sur del Raso de Villalpando (Zamora).